# NGC 13
NGC 13 é uma galáxia espiral (Sab) localizada na direcção da constelação de Andromeda. Possui uma declinação de +33° 25' 59" e uma ascensão recta de 0 horas, 08 minutos e 47,7 segundos.
A galáxia NGC 13 foi descoberta em 26 de Novembro de 1790 por William Herschel.